# Александропольский сельский совет (Солонянский район)
Александропольский сельский совет (укр. Олександропільська сільська рада) — входит в состав
Солонянского района
Днепропетровской области
Украины.
Административный центр сельского совета находится в 
с. Александрополь.

## Населённые пункты совета
- с. Александрополь
- с. Бутовичевка
- с. Вольное
- с. Гаркушино
- с. Долинское
- с. Кринички
- с. Михайловка
- с. Новоандреевка
- с. Петриковка
- пос. Тихое